# 中村曻
中村 曻（なかむら のぼる、1938年-2023年 ）は、北海道出身の家具デザイナーである。

## 略歴
1938年、北海道恵庭市に生まれる。北海道札幌工業高等学校卒業。1956年、旭川市の上川木工商品開発デザイン課に入社する。1969年に渡欧し、スウェーデンのカール・マルムステン木工技術学校に入学。さらに翌年、Konstfackskolanスウェーデン王立美術工芸大学の家具インテリア科のスペシャルスチューデントとなる。1973年、Gip & Quvist設計事務所に勤務後、イケア社の開発部デザイン課に入社。日本人で初めてイケア社の専属デザイナーとなった。1978年に帰国してFurniture Design Nackaを設立。木工家具を主体とした家具デザイナーとして活動するとともに、北海道内の大学等で指導を行った。

## 受賞歴
- 札幌芸術賞 - 2011年（平成23年）[5]

## 代表作
- IKEA - イージーチェア
- IKEA - ハイバックチェア
- IKEA - ポエング
- カンディハウス - ギャザーシリーズ
- カンディハウス - ルールラシリーズ
- カンディハウス - ラベンダーシリーズ
- 富士ファニチア - タピオシリーズ
- 富士ファニチア - Do480